# کولیدژا
کولیدژا (به لاتین: Kulidzha) یک منطقهٔ مسکونی در روسیه است که در شهرستان کایتاگسکی واقع شده‌است.